# Sesamia albiciliata
Sesamia albiciliata är en fjärilsart som beskrevs av Pieter Cornelius Tobias Snellen 1880. Sesamia albiciliata ingår i släktet Sesamia och familjen nattflyn. Inga underarter finns listade i Catalogue of Life.